# Syndroom van Smith-Lemli-Opitz
Het syndroom van Smith-Lemli-Opitz (SLO) is een zeldzame autosomaal recessieve erfelijke aandoening waarbij onvoldoende cholesterol wordt aangemaakt en is voor het eerst beschreven in 1964 door de drie onderzoekers Smith, Lemli en Opitz. Gedurende dertig jaar wist men niet veel meer van het syndroom dan dat de kinderen met dit syndroom veel uiterlijke kenmerken gemeen hadden.
SLO is een zeldzame aandoening die voorkomt bij 1 op de 20.000 - 40.000 pasgeborenen. Het wordt veroorzaakt door een verandering in de erfelijke eigenschap van DHRC7 (het DHRC7-gen). Dit gen beschrijft in het lichaam de aanmaak van het enzym 7-dehydrocholesterol reductase. Door de mutaties in het DHRC7 gen, wordt dit enzym onvoldoende of niet aangemaakt. De functie van 7-dehydrocholesterol reductase is het omzetten van 7-dehydrocholesterol in cholesterol. Deze omzetting verloopt bij kinderen met SLO onvoldoende. Metabool onderzoek kan een verhoging van de hoeveelheid 7-dehydrocholesterol laten zien en een verlaagde hoeveelheid cholesterol bij kinderen met SLO. Omdat cholesterol tijdens de ontwikkeling op allerlei plaatsen in het lichaam een belangrijke rol speelt, hebben kinderen met SLO meestal een combinatie van aangeboren afwijkingen.